# Saulnay
Saulnay település Franciaországban, Indre megyében. Lakosainak száma 164 fő (2022. január 1.). Saulnay Arpheuilles, Mézières-en-Brenne, Paulnay, Sainte-Gemme és Villiers községekkel határos.

## Népesség
A település népessége az elmúlt években az alábbi módon változott:
| Lakosok száma | 346  | 212  | 210  | 181  | 185  | 167  | 157  | 155  | 158  | 164  |
|               | 1968 | 1982 | 1990 | 2006 | 2013 | 2015 | 2017 | 2019 | 2020 | 2022 |